# スズキ・アクロス
アクロス（ACROSS ）は、スズキが製造販売していた排気量250ccクラスのオートバイである。
車名としては、「アクロス」が販売名であり、機種名が「GSX250F」となる。

## 概要
アクロスは1990年に発売された。前年の1989年に開催された第28回東京モーターショーに出展されたコンセプトモデル「X913」を市販化したモデルとなる。アッパーカウル側面にあるステッカー「X913」はこれに由来するものである（車名「ACROSS」のステッカーはシートカウル側面）。
最大の特徴はメットイン機能を設けたことで、通常の車両では燃料タンクに相当する部分をヘルメット収納スペースとし、キーを抜かずに（エンジンをかけたまま）開閉できるなどユーザーの利便性向上が図られている。本来のガソリンタンクはシート下に配置され、フューエルリッドはテールカウルに設置された。この燃料タンク形メットインを採用したのはアクロスが世界初で、後にホンダがNS-1やNCシリーズで同様の機構を装備した。
GSX-R250の派生車種にあたり、GJ72A型のエンジンを搭載するフルカウル仕様のツアラーモデルとなっている。
ユーザーから一定の評価を得た車両として、フルモデルチェンジこそされなかったものの、1998年まで生産された。
GSX250Fとしては、同様にGSX-R系エンジンを搭載するツアラーモデルの「GSX-Fシリーズ」があり、アクロスもラインナップの一角を担った。なお、同シリーズの他モデルではメットイン機能は採用されていない。
仕様沿革
- 1990年：GSX250F
- 1991年：GSX250FM
- 1993年：GSX250FP
- 1997年：GSX250FU
- 1998年：GSX250FW